# Temple protestant de Nantes
Le temple protestant de Nantes, est un édifice religieux située la place Édouard-Normand dans le quartier Hauts-Pavés - Saint-Félix de Nantes, et inauguré en 1956. La paroisse est membre de l'Église protestante unie de France.

## Historique

### La Réforme à Nantes à la Renaissance
Les idées de la Réforme protestante s'implante très tôt à Nantes. L'un des premiers martyrs protestants français est le nantais Nicolas Valleton, impliqué dans l'Affaire des Placards. Il est brûlé vif à Paris en 1534. Le réformateur écossais John Knox passe l'hiver 1548 prisonnier dans une galère dans le port de Nantes. En 1558, François de Coligny d'Andelot, frère cadet de Gaspard II de Coligny, prêche dans la région nantaise avec les pasteurs Carmel et Loiseleur. En 1560, un premier temple est attribué aux protestants dans le quartier du Loquidy. Le pasteur Bachelard y est nommé officiellement. En 1561, le pasteur Louveau est chargé des églises du littoral, à La Roche-Bernard, Le Croisic, Guérande, Piriac-sur-Mer. En 1562, le pasteur Silo Le Clercler est nommé au château de Blain, propriété d'Isabeau d'Albret puis de Henri II de Rohan.
Pendant les Guerres de Religion, de nombreux nobles Huguenots de la région font célébrer le culte sur leurs terres, notamment les seigneurs de La Muce-Ponthus, les barons d'Auvagour, La Chapelle, seigneurs de La Roche-Giffart, les Châtillons ou les Rohan. Lors des massacres de la Saint-Barthélemy, le maire de Nantes Guillaume Harouys refuse d'exécuter les ordres royaux et protège la communauté et les négociants protestants des Provinces-Unies. Le temple de Blain subit un incendie en 1591, et les fidèles trouvent asile au Château de la Gascherie, propriété du capitaine calviniste François de La Noue.
En 1598 est signé à Nantes par Henri IV l'Édit de Nantes, qui reconnaît la liberté de conscience et de culte aux protestants. Sedan, Saumur et La Rochelle deviennent des places de sûreté. Les réformés se rassemblent à Sucé-sur-Erdre, à plus de trois lieux de la ville, conformément aux exigences de l'édit. Après la révocation de l'édit de Nantes en 1685 par Louis XIV, quelques aménagements sont octroyés du fait des relations commerciales de la ville avec le Royaume-Uni, la Scandinavie et surtout les Pays-Bas, grands pays protestants.

### Premier temple, rue des Carmélites
Lors du concordat de 1801, les protestants de Nantes se voient attribuer, en 1805 (en 1806 selon Camille Mellinet), la chapelle des Carmélites située 12 bis rue des Carmélites, non loin du château des ducs de Bretagne. Cet endroit restera le temple jusqu'en 1855, année durant laquelle un nouveau lieu de culte est inauguré place de l'Édit-de-Nantes. Un quartier protestant est constitué au cimetière Miséricorde, qui accueille en son sein le quartier réservé juif - ces deux communautés étant exclues par les catholiques.

### Le temple de la place de l'Édit-de-Nantes

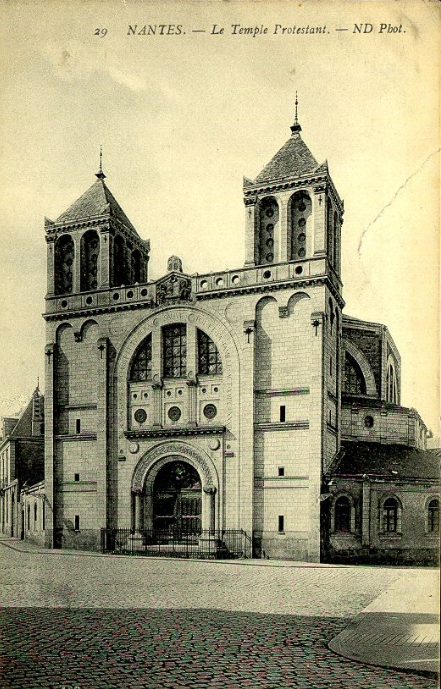
Le temple protestant Nantes vers 1890

Le projet de construction d'un nouveau temple est lancé en 1851. L'architecte en chef de la ville, Henri-Théodore Driollet, en dresse les plans. Pour financer le projet, l'État verse une aide de 63 000 francs, la municipalité 30 000, les paroissiens 24 000, tandis que la vente de l'ancien temple rapporte 14 823 francs (celui-ci abrite depuis le XXe siècle une salle de cinéma baptisée « Le Cinématographe »). Le terrain est acheté en 1852, la pose de la première pierre a lieu en 1853, et les travaux sont achevés en 1854. La dédicace est célébrée le 25 mars 1855.
Ce nouveau temple, qui se dresse à l'angle au sud-ouest de la place de l'Édit-de-Nantes, a coûté 120 000 francs-or. Paul Bellamy est une personnalité protestante importante du début du XXe siècle, maire de Nantes de 1910 à 1928, fondateur de l'Association des maires de France et  député de la Loire-Inférieure de 1924 à 1928.
L'édifice est détruit par un bombardement allié dans la soirée du 23 septembre 1943.
Des mesures d'alignement prévues pour la rue de Gigant empêchent la reconstruction de ce temple à son emplacement d'origine sur lequel un square est aménagé. Un nouveau site est donc nécessaire.

### Le temple actuel

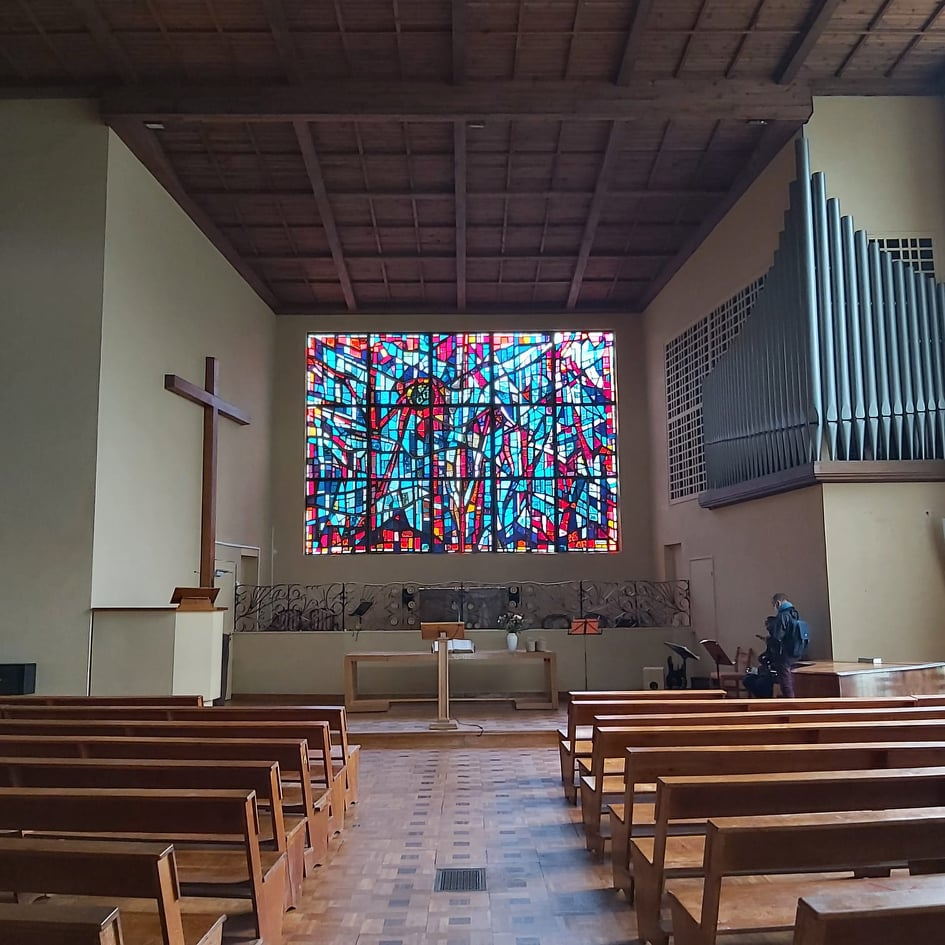
Intérieur du temple

Au lendemain de la guerre, des baraquements provisoires destinés à accueillir les fidèles du culte réformé sont alors installés place Édouard-Normand sur le terrain occupé une trentaine d'années plus tôt par le théâtre de la Renaissance, détruit lors d'un incendie en 1912.
En 1948, sur une suggestion du pasteur Raoul Duval, le projet de construction d'un nouveau temple en lieu et place de ces baraquements est lancé (des mesures d’alignement de la rue de Gigant empêchant toute réutilisation de l'ancien site). Victoire Durand-Gasselin (petite-fille de l'exécuteur testamentaire de Thomas Dobrée, le banquier Hippolyte Durand-Gasselin (1839-1929), petite-nièce de l'ancien maire Paul Bellamy et épouse de l'architecte Charles Friesé, fils de Paul Friesé), réalise les plans du nouveau temple protestant dont la première pierre sera posée le 30 septembre 1956, pour être finalement inauguré le 26 octobre 1958 par le pasteur Louis Matiffa ,,.

## Architecture
Sur une surface totale de près de 2 000 m2, le temple de Nantes comprend deux grandes salles polyvalentes et de nombreuses salles annexes : 
- une salle de culte de 400 m2 avec tribune, pouvant accueillir 350 fidèles ;
- une salle polyvalente en sous-sol (salle Coligny)[8] de 260 m2 équipée en salle de spectacle, pouvant accueillir 150 personnes,
- 7 salles de réunion de superficie variant de 12 m2 à 75 m2
- le bureau et le logement du pasteur ;
- des logements étudiants et le logement de gardien 90 m2
- un espace-musée (à l'entrée[8]), le Mémorial de la Réforme et de l’Édit de Nantes.